# Ródium
A ródium kémiai elem, amelynek vegyjele Rh és a rendszáma 45. Nyelvújításkori neve rózsany, ui. sói rózsaszínűek Ugyanebből származik a neve is: rhodon (ῥόδον) görögül rózsaszínűt jelent.
Fémes elem, átmenetifém. A platinafémek, ezen belül az úgynevezett könnyű platinafémek közé tartozik. (A periódusos rendszer 5. periódusába tartozó platinafémeket nevezik könnyű platinafémeknek). A ródium ezüstfehér fém, szobahőmérsékleten kissé rideg, magasabb hőmérsékleten azonban megmunkálható. Viszonylag jó elektromos vezető. A vegyületeiben leggyakrabban +3 oxidációs számú. A természetben csak egy izotópja található meg.

## Kémiai tulajdonságai
Kémiailag ellenálló fém. Halogének csak magasabb hőmérsékleten támadják meg. Ha magasabb hőmérsékletre hevítik, reakcióba lép az oxigénnel és ródium(III)-oxid (Rh2O3) keletkezik. További hevítés hatására azonban ez az oxid elbomlik. A hidrogént oldja, de kevésbé, mint a platina. Ha kén vagy arzén jelenlétében hevítik, reakcióba lép ezekkel az elemekkel. Tömör állapotban savakban nem oldódik, még királyvízben sem.

## Előfordulása a természetben
A természetben a többi platinafémmel együtt, ötvözet formájában található meg. Előfordul a nyers aranyban is. Ritka elem.

## Előállítása
A ródiumot a platinafémek egymástól való szétválasztásával állítják elő. Először a nyers platinát királyvízben oldják, majd a platinát ammónium-klorid hozzáadásával leválasztják ammónium-kloro-platinát alakjában. Ezután az oldatot szűrik, majd cinket adnak hozzá. Majd izzítás után királyvízzel kioldják az irídiumot és a ródiumot. Az irídiumot ammónium-kloriddal kicsapják. Ekkor az oldatban egy ródiumvegyület marad, ezt bepárolják, kloriddá alakítják, majd hidrogénnel redukálják.

## Felhasználása
A kolloid ródiumot katalizátorként használják hidrogénezésnél. Platinával és irídiummal ötvözve hőelemeket készítenek belőle, amelyek magas hőmérsékletek mérésére is alkalmasak. Az elektrolitikusan leválasztott ródiummal csillagászati tükröket vonnak be. Ródiumból készülnek az ammónia oxidációjához használt katalizátorok is (ennek a salétromsavgyártásnál van jelentősége).
Keménysége és magas fénye miatt az ékszerészek is használják, a fehérarany tárgyak bevonására. A ródium bevonatok gyakran alkalmazottak ékszerek felületkezelésében, hogy növeljék a fényességet és ellenálló képességet a karcolásokkal szemben. 

## Galéria

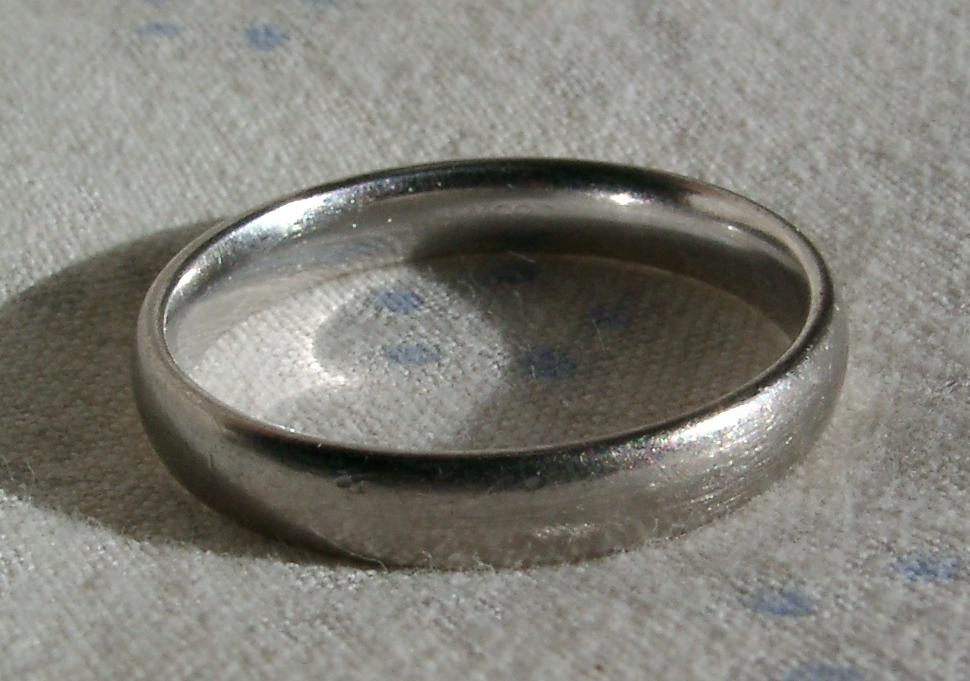
Ródiummal bevont fehérarany gyűrű
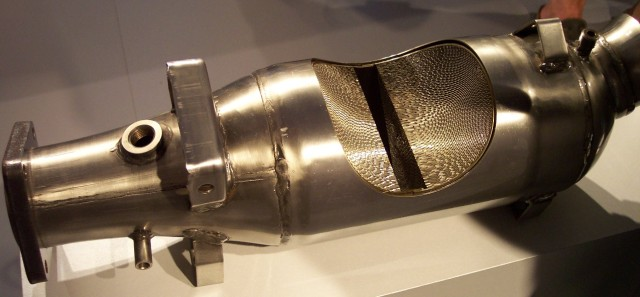
A járművek katalizátora ródiumot tartalmaz
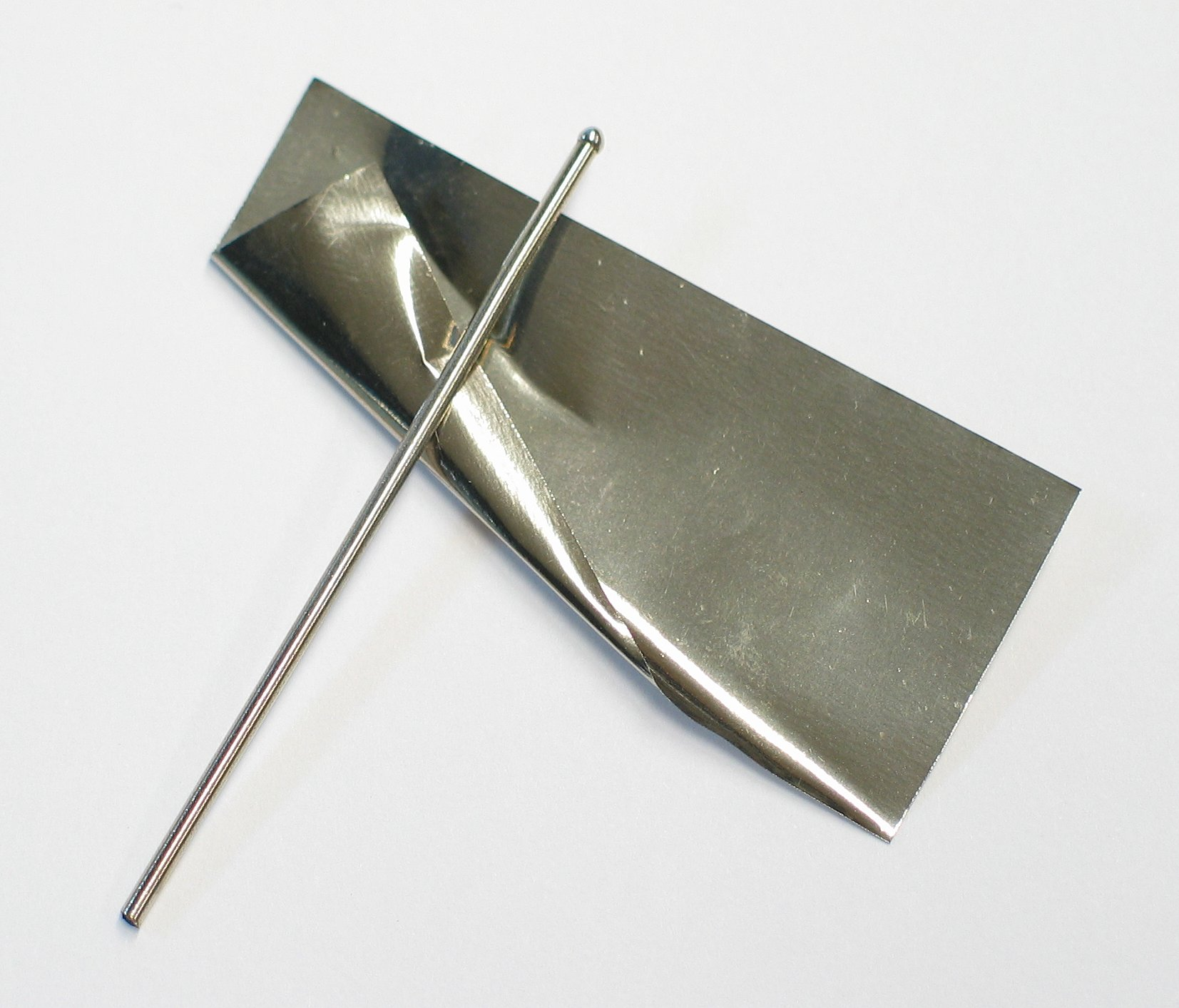
Ródiumfólia és -huzal
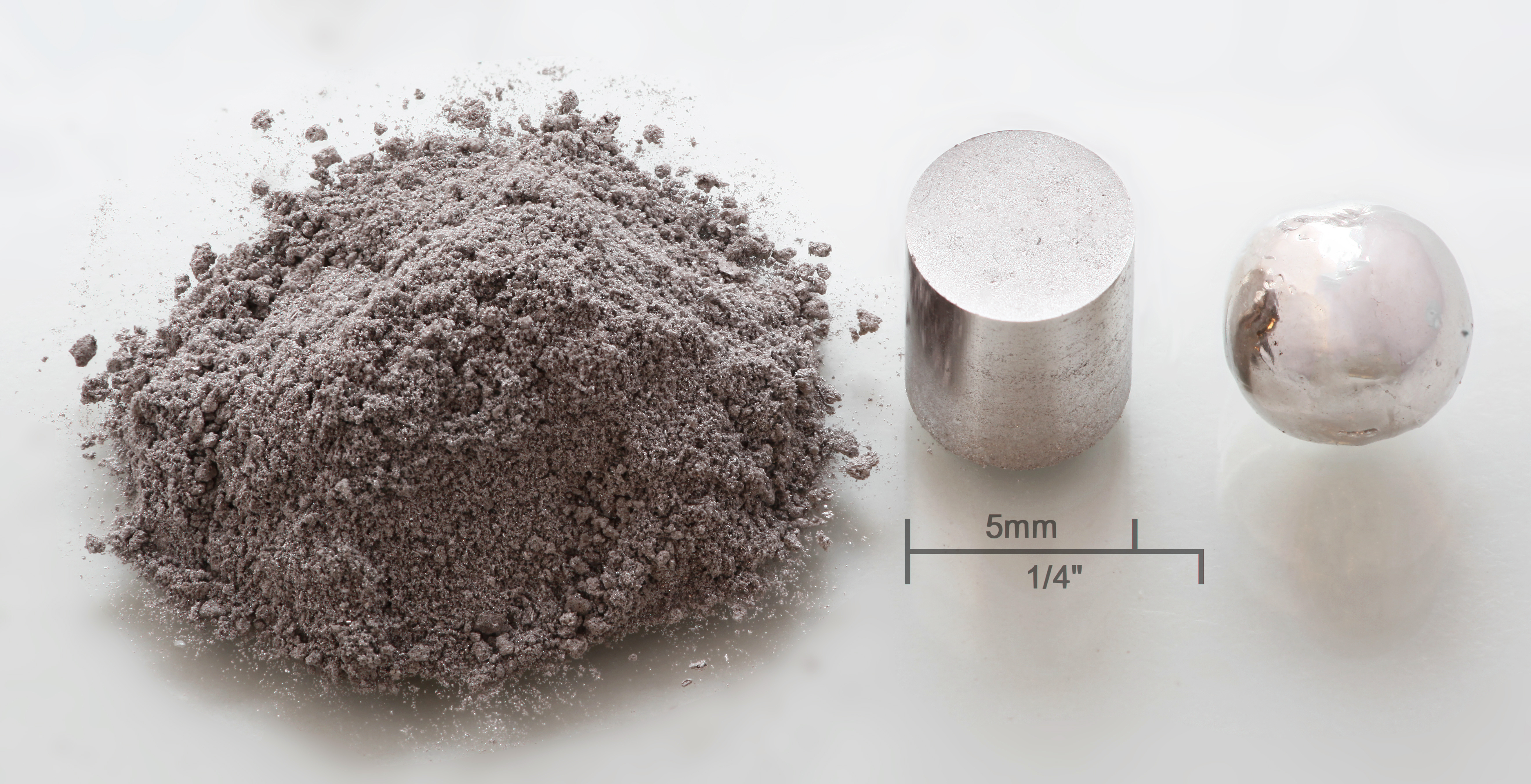
1 gramm por, 1 gramm préselt henger és 1 gramm olvasztott pelle